# Centro storico di Barletta
Il centro storico di Barletta (noto anche come Barletta Vecchia) è la parte della città racchiusa dalle mura medievali a mare e dalle vie di circonvallazione a nord.

## Pittaggi fondanti
Apparso per la prima volta nella tavola peutingeriana con il nome di "Bardulos", il nucleo storico di Barletta è estremamente stratificato.
L'attuale centro storico, murato e sviluppatosi solo a partire dall'anno mille, grazie all'opera dei Normanni, conserva ancora oggi un nucleo primitivo, identificabile con il complesso paleocristiano posto nei sotterranei della Cattedrale di Barletta.

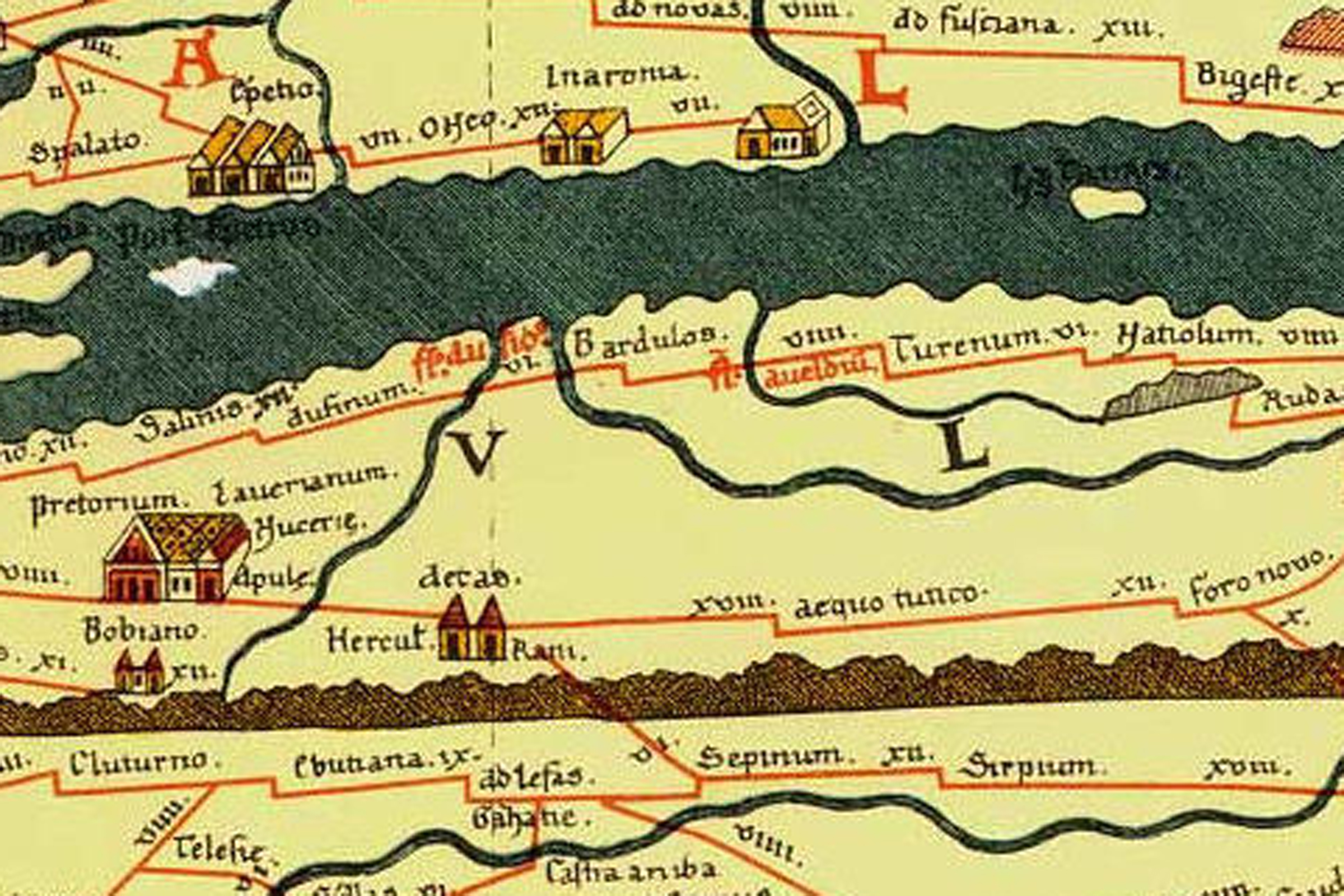
Indicazione di Bardolos in epoca romana

Durante il Medioevo Barletta era suddivisa in 6 pittaggi: Pittaggio di Santa Maria, Pittaggio di San Giacomo, Pittaggio dei Carrozzieri, Pittaggio di San Lazzaro, Pittaggio Marsicano, Pittaggio del Sepolcro.
La suddivisione odierna ne individua invece tre: Sanra Maria, Sette Rue e San Giacomo.

### Santa Maria

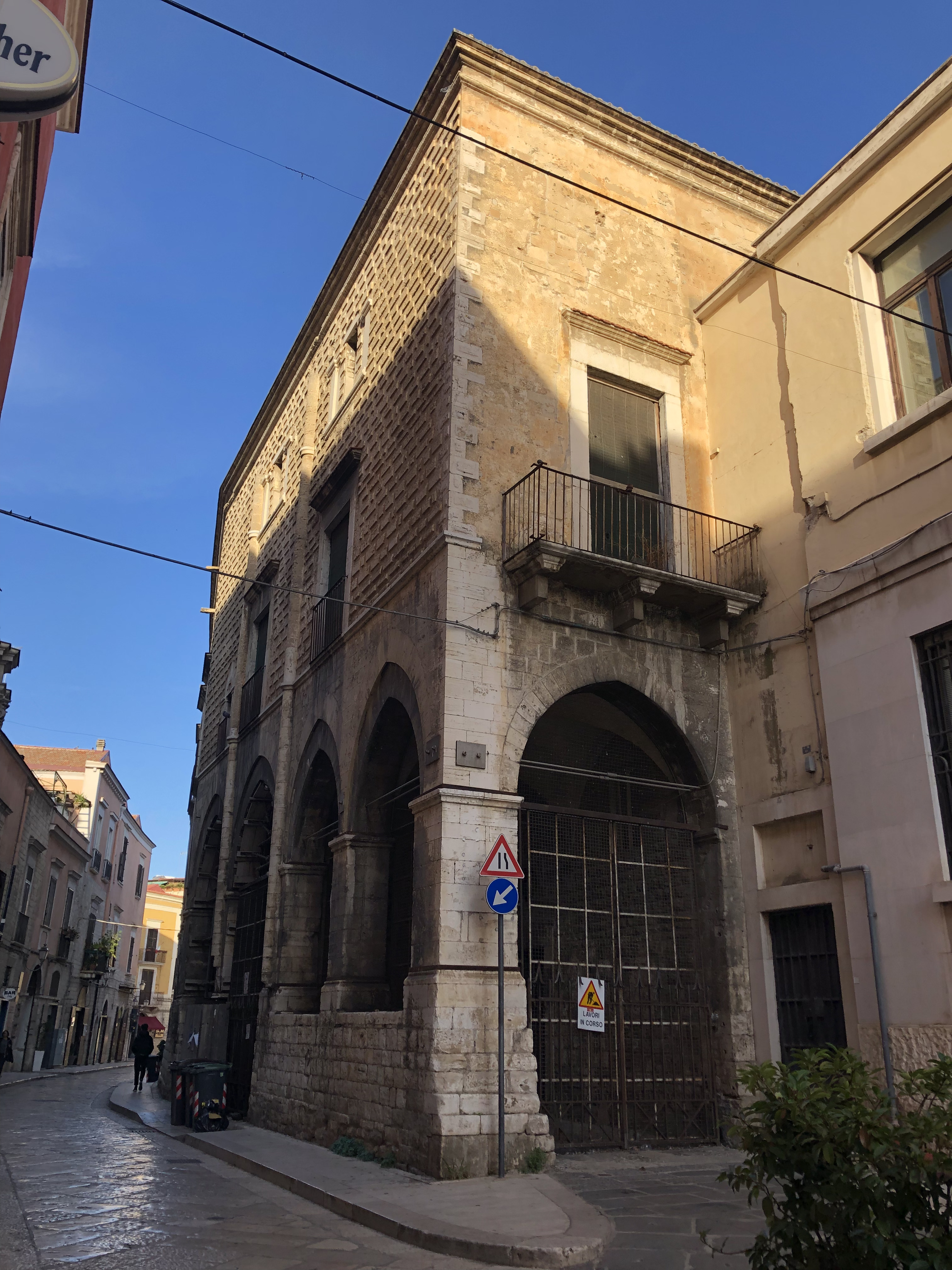
via duomo, una delle entrate al borgo.

È il pittaggio più antico e rappresenta il luogo dove i Normanni dall'anno mille in poi edificarono la moderna barletta, fino ad allora solo un villaggio di poca importanza.
Il pittaggio ospita il complesso religioso più antico della città, sotto l'attuale Duomo di Barletta ed è quello meglio conservato della città.

#### Monumenti
- Sepolcreto della Peste di Barletta
- Porta Marina
- Duomo di Barletta[1]
- Convento di Sant'Andrea
- Castello di Barletta
- Faro di Barletta[2]
- Casa natale di Carlo Maria Giulini
- Cantina della Sfida

### San Giacomo

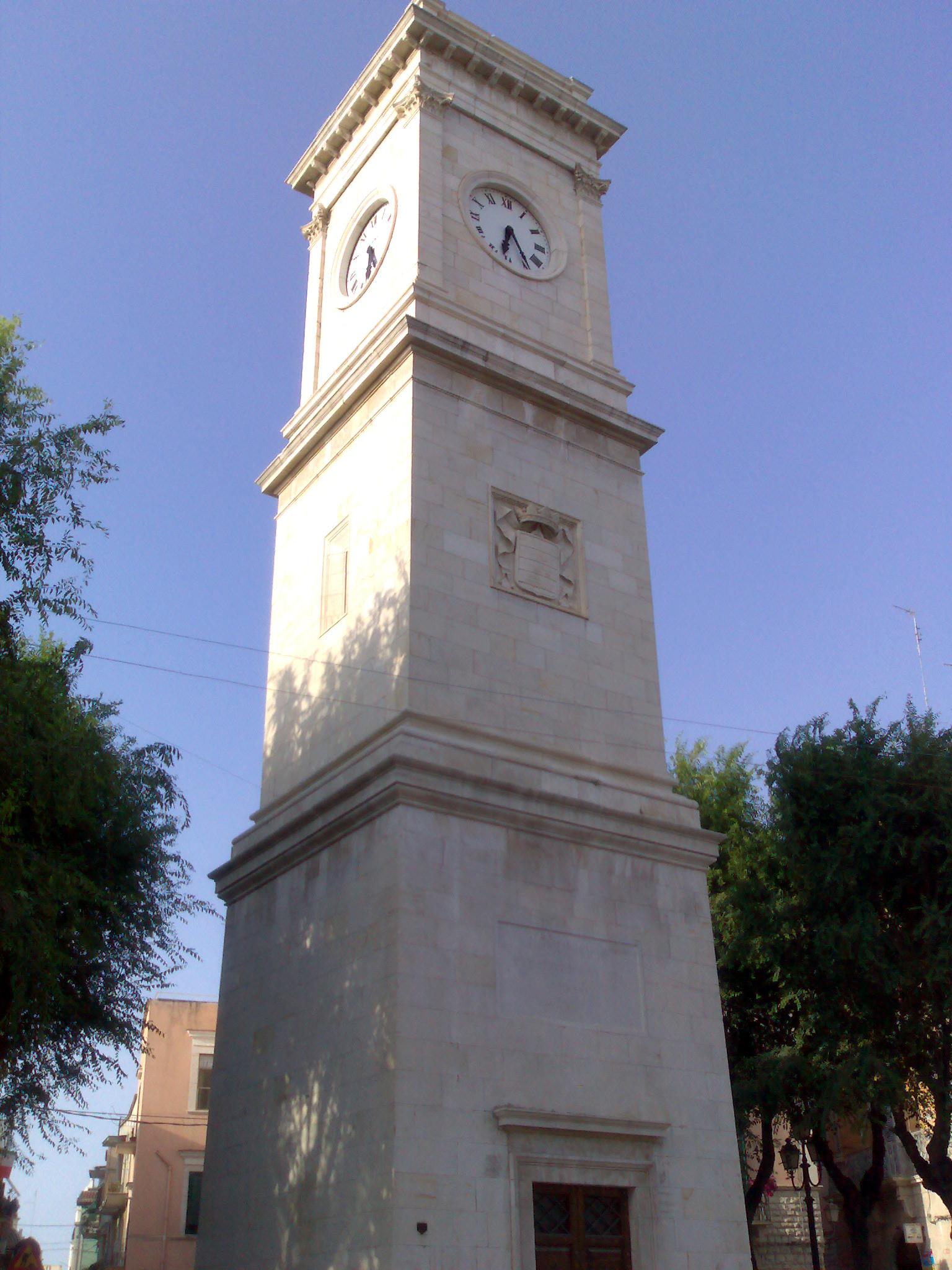
La Torre dell'orologio della chiesa di San Giacomo.

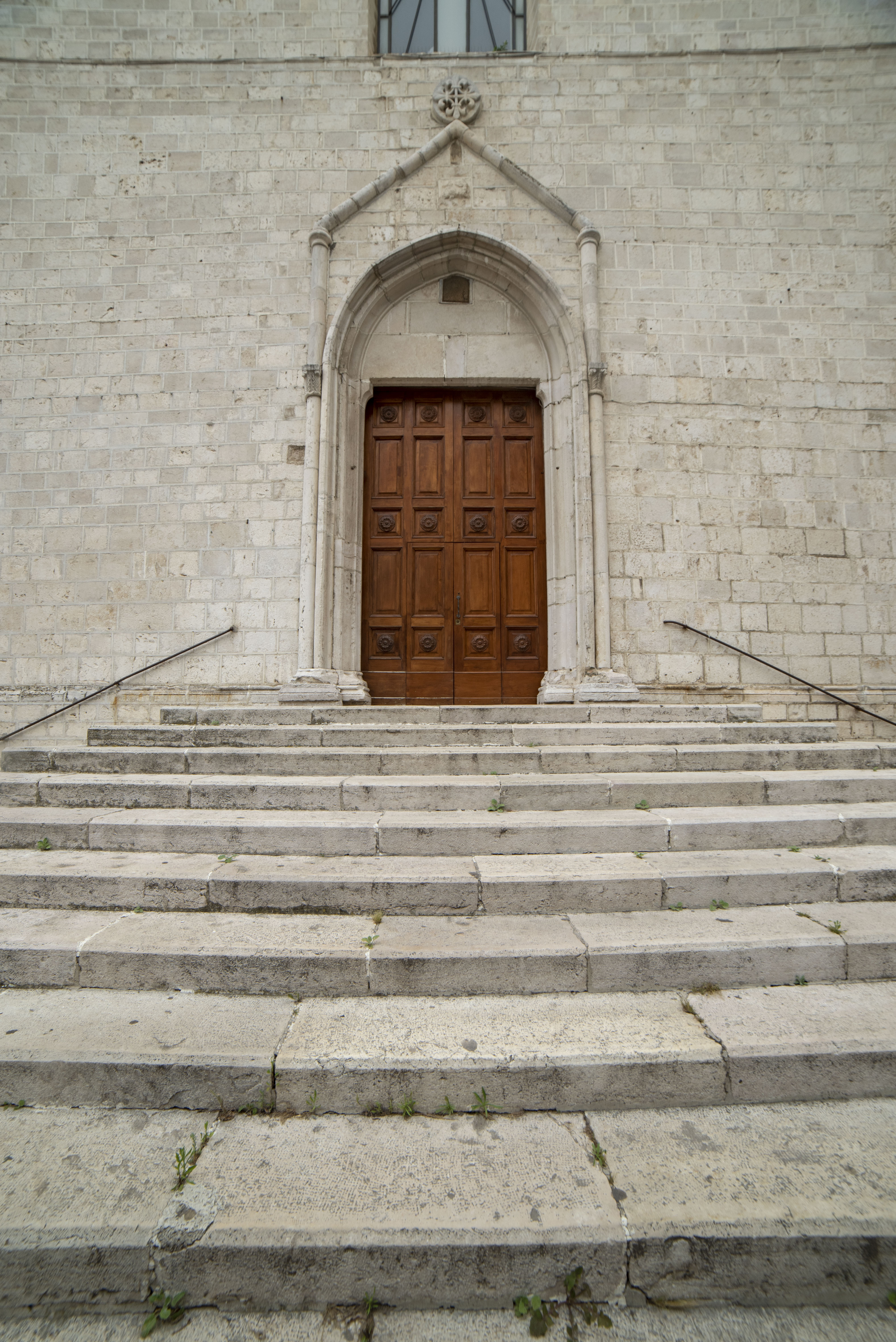
La chiesa di Sant'Agostino insieme all'ex ospedale segna il confine tra centro storico e Settefrati.

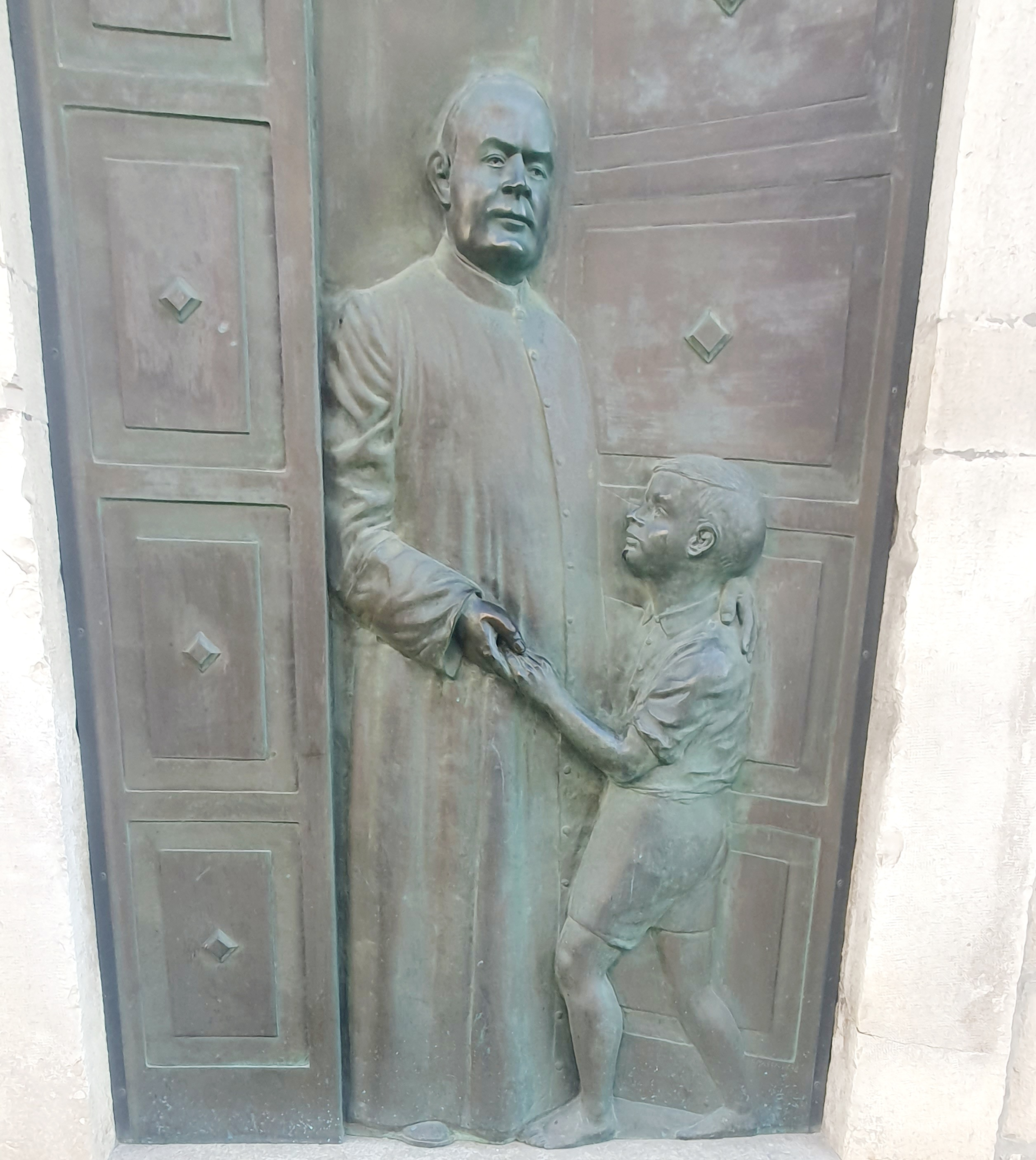
Porta Bronzea dell'Oratorio Dimiccoli

È l'ultimo lembo di centro storico, prima del novecentesco quartiere di Settefrati. 
Si sviluppò quale area satallite di Santa Maria, grazie all'arrivo degli abitanti di Canne della Battaglia a Barletta e prima ancora aveva accolto i cittadini di Canosa di Puglia e Margherita di Savoia. 
I suoi confinano vanno da piazza plebiscito all'ex ospedale di Barletta.
Monumenti
- Palazzo dell'Arco Pretorio
- Monumento a Massimo d'Azeglio
- Chiesa di San Giacomo
  - Torre dell'orologio di San Giacomo
- Casa Natale di Pietro Mennea
- Palazzo Perfetti-Ex Ospedale
- Porta Bronzea di Mons. Dimiccoli
- Chiesa di Sant'Agostino

### Sette Rue

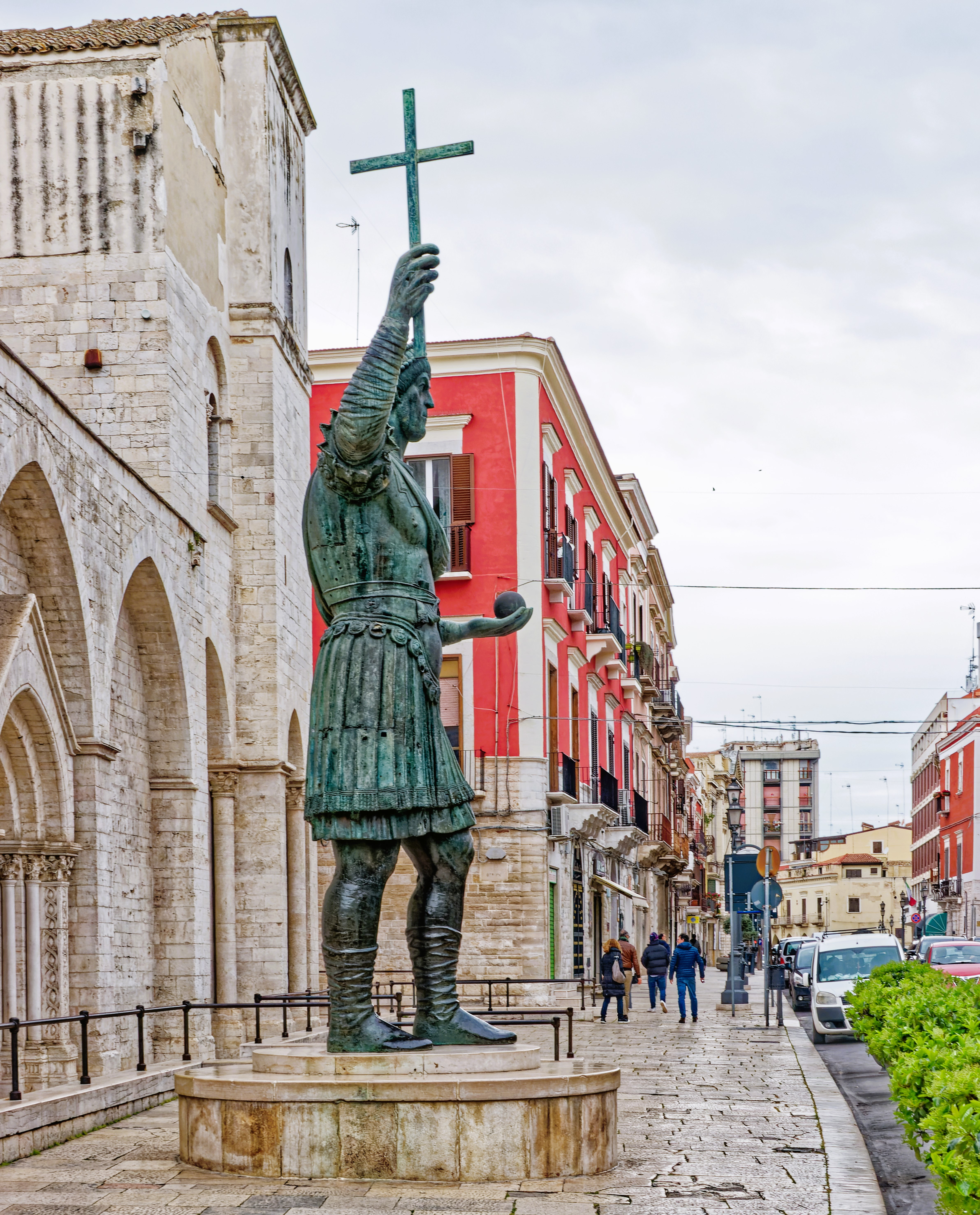
Eraclio, simbolo della città e del pittaggio.

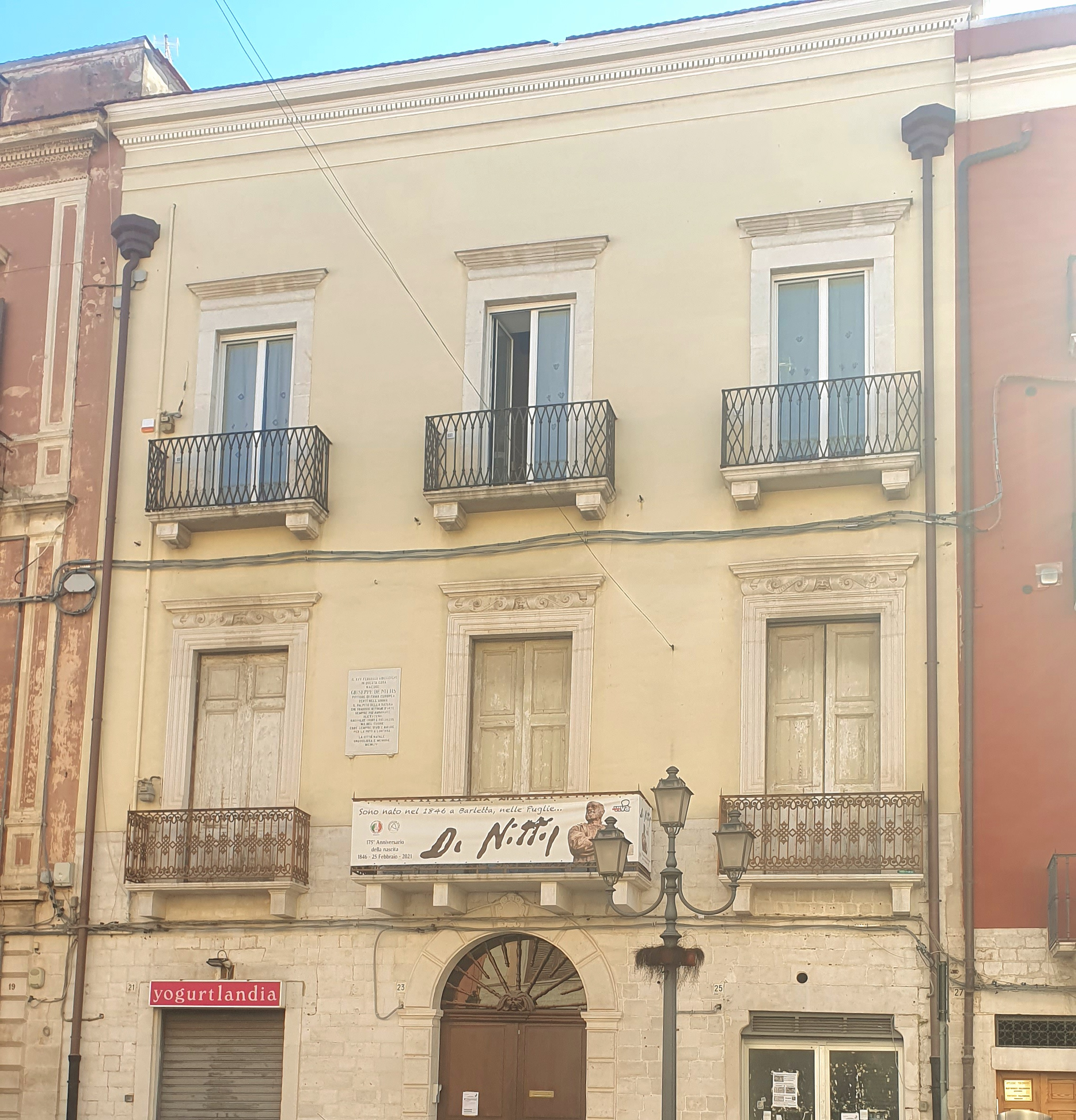
Casa Natale di Giuseppe De Nittis

Rappresenta il primo ampliamento ordinato della città medievale.
Il pittaggio si contraddistingue per i grandi palazzi nobiliari e per una linea urbanistica uniforme, che ha dato identità al quartiere, tramite 7 strade perfettamente perpendicolari. 
Alla prima estremità troviamo il corso principale, all'altra via cialdini, ovvero la strada dei conventi e dei monasteri.
Monumenti
- Teatro Curci[3]
- Pinacoteca Giuseppe De Nittis
- Galleria Gallo
- Colosso di Barletta
- Casa natale di Giuseppe De Nittis
- Basilica del Santo Sepolcro
- Chiesa dei Greci
- Palazzo Patargo

## Piazze e vie
Piazza Plebiscito

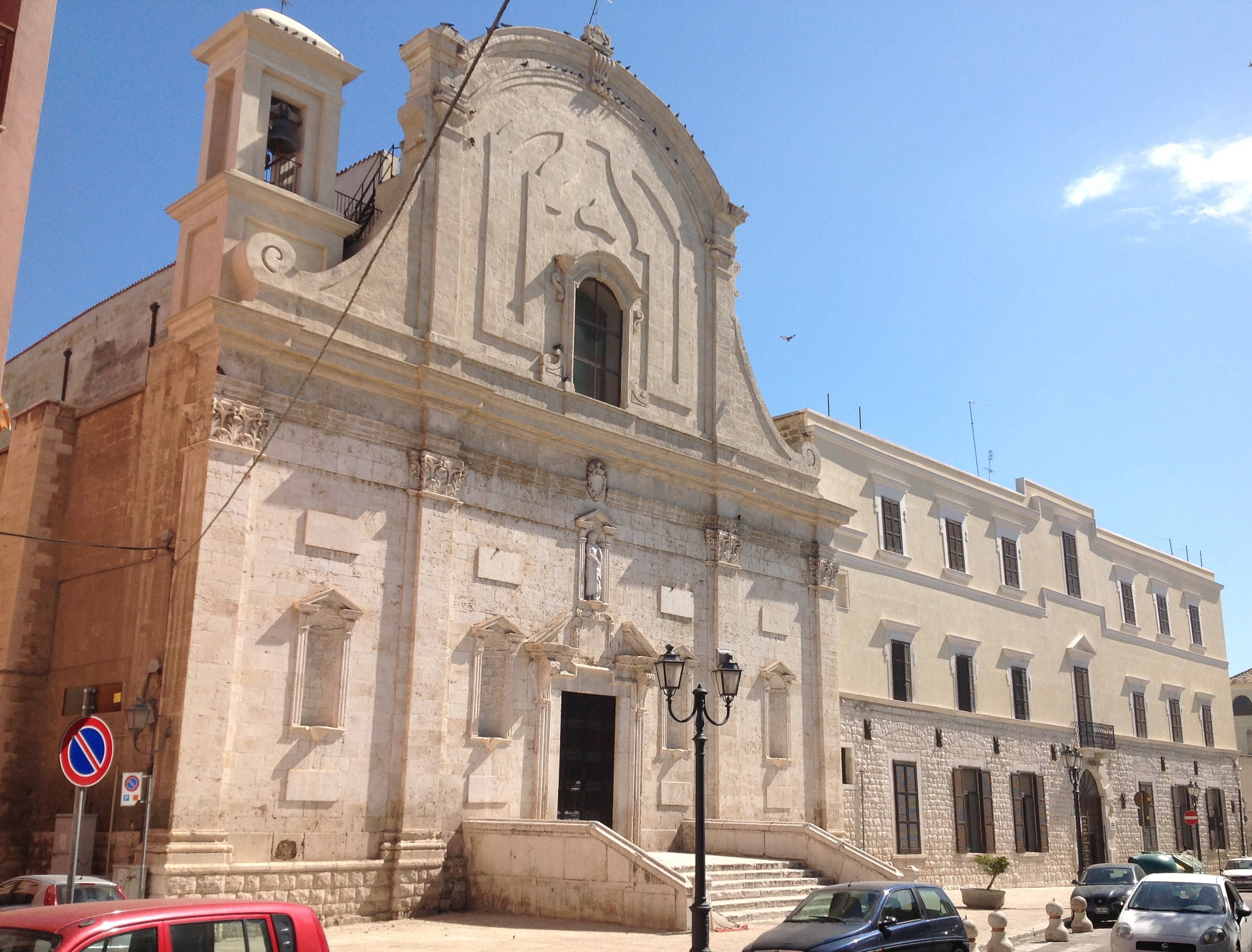
La chiesa di San Geatano posta in piazza plebiscito.

Fa da cerniera fra San Giacomo e Sette Rue. Al centro della piazza c'è il monumento alla Madonna. È impreziosita da numerosi palazzi nobiliari.
Piazza Duomo

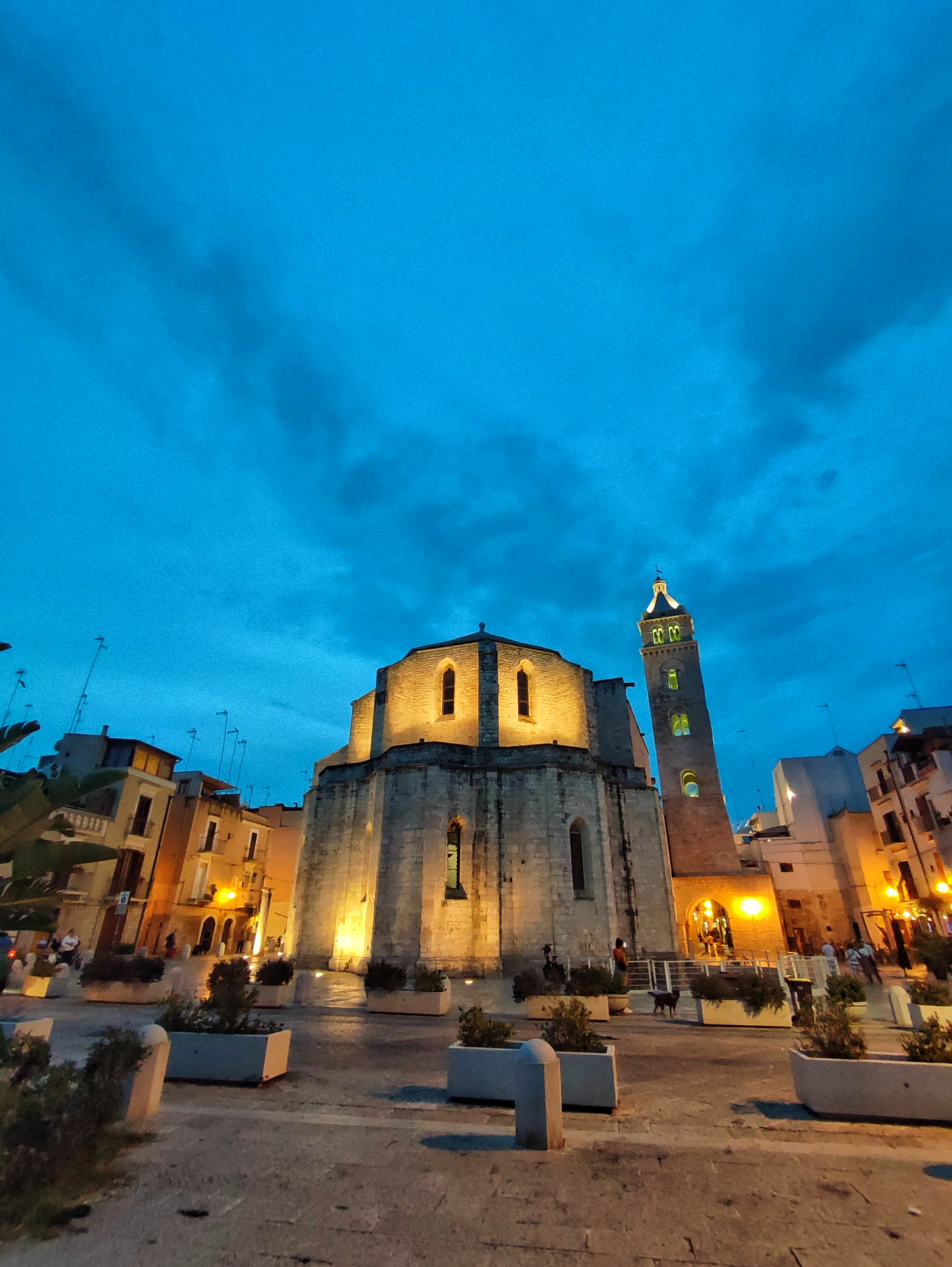
Piazzo Duomo con la Cattedrale sullo sfondo.

Si sviluppa davanti e sul retro del Duomo di Barletta e domina la visuale sul Castello.
Piazza S.S Trinità

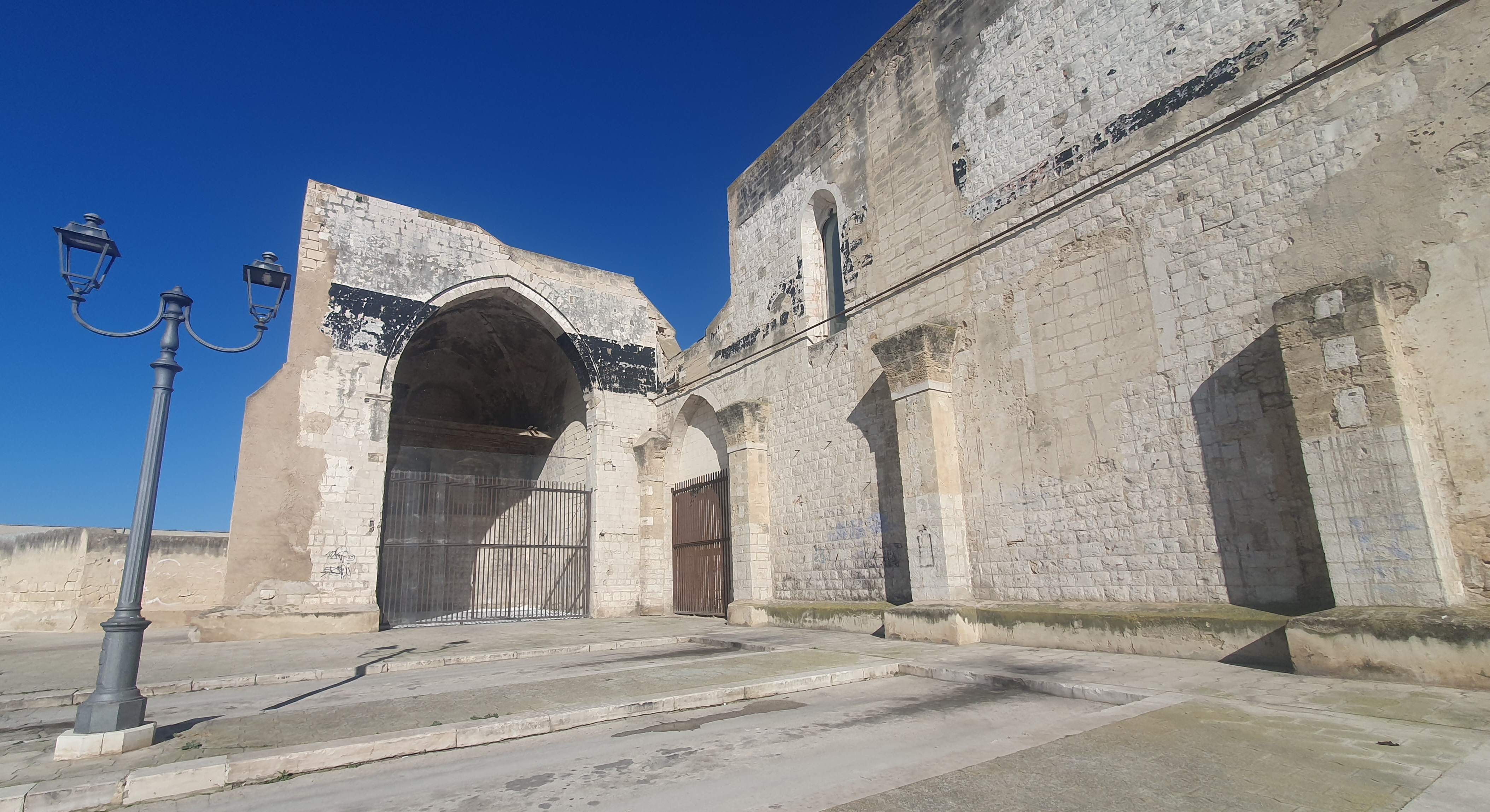

Attualmente è uno slargo utilizzato dagli autobus extraurbani, ma in futuro è prevista la creazione di una nuova piazza che faccia da raccordo tra Settefrati e il centro storico.
Piazza Monte di Pietà
È l'unica piazza di Sette Rue, posta alla fine di via Nazareth. La piazza fa da sfondo al complesso barocco del Monte di Pietà, includendo il palazzo della Prefettura.
Piazza Marina
È la piazza che domina il borgo marinaro di Santa Maria. Ospita l'omonima porta del 1750.
Al centro c'è una fontana del '500.
Piazza della Sfida

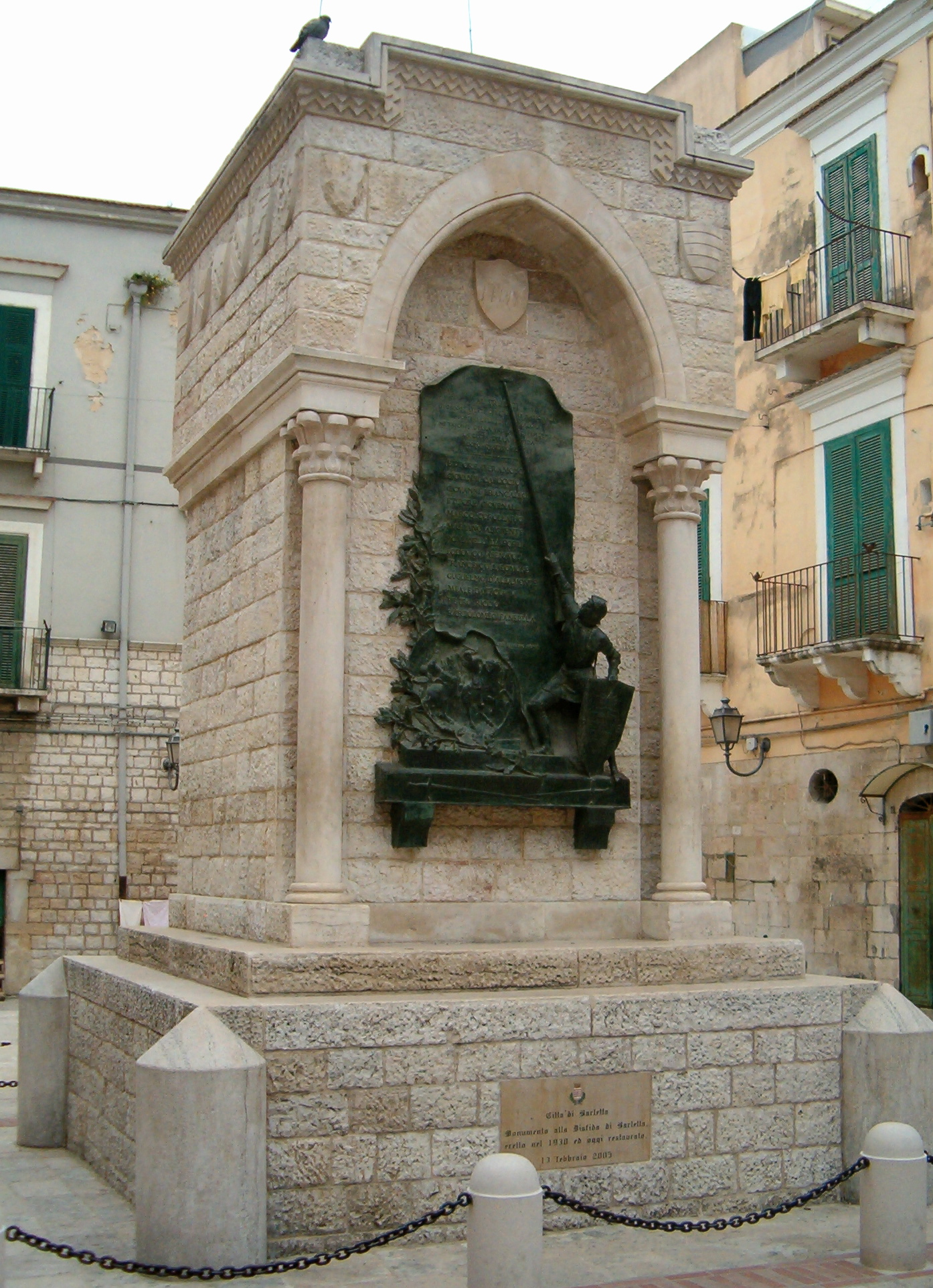
Il monumento di Arturo Boccassini inaugurato nel 1930 al centro della piazza.

È posta alla estremità di Santa Maria, di fronte la Cantina della Sfida, su via cialdini.
Piazza 13 febbraio 1503

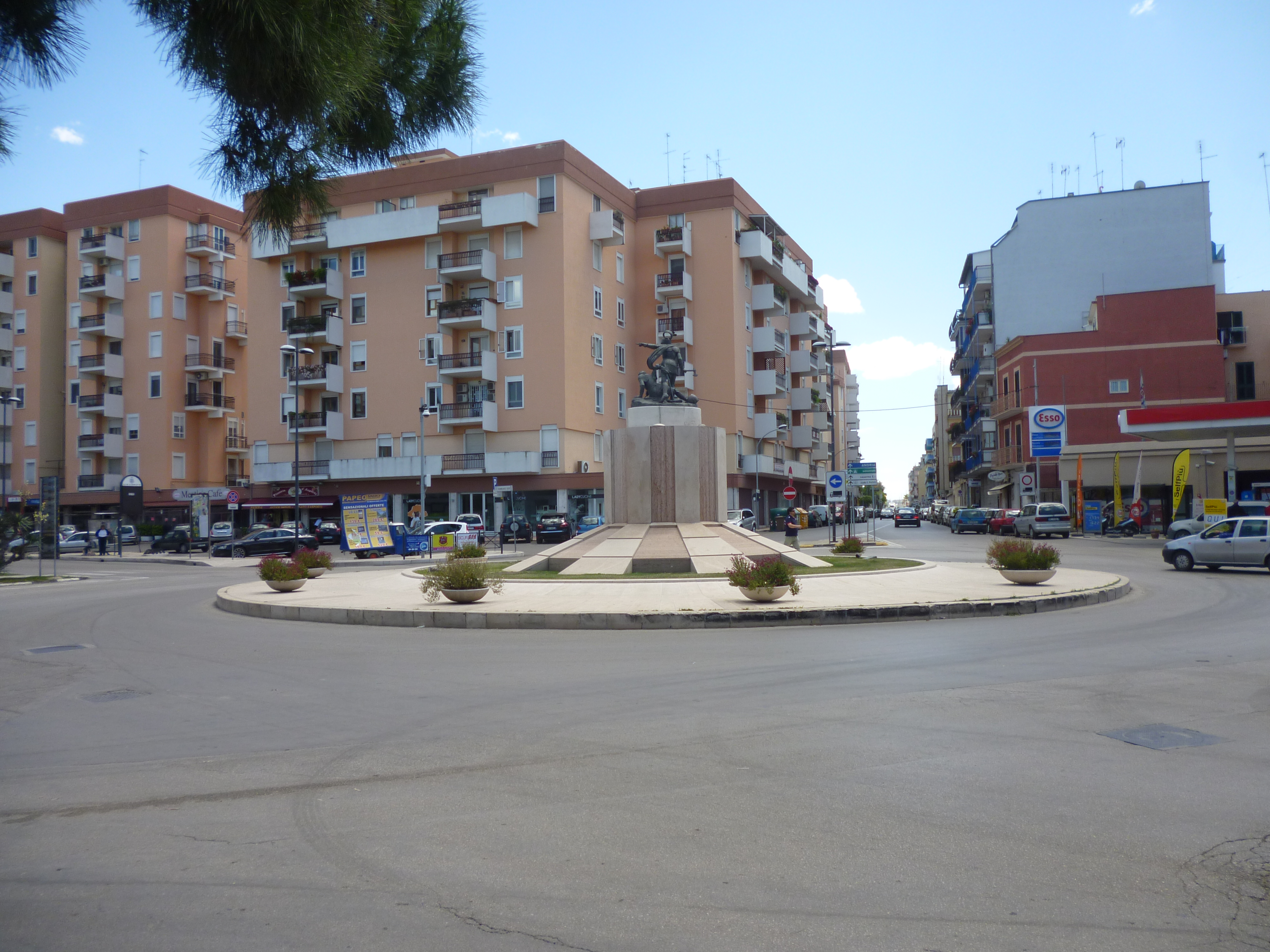
Il Monumento della Disfida che domina la piazza.

È la piazza che collega il centro storico alle moderne periferie di Barletta. Ospita la Casa natale di Carlo Maria Giulini.
Piazza Principe Umberto
Sorge nel borgo di San Giacomo. Sullo sfondo troviamo l'ex ospedale e la Chiesa di Sant'Agostino (Barletta).
Corso Vittorio Emanuele, corso Garibaldi e via Cavour

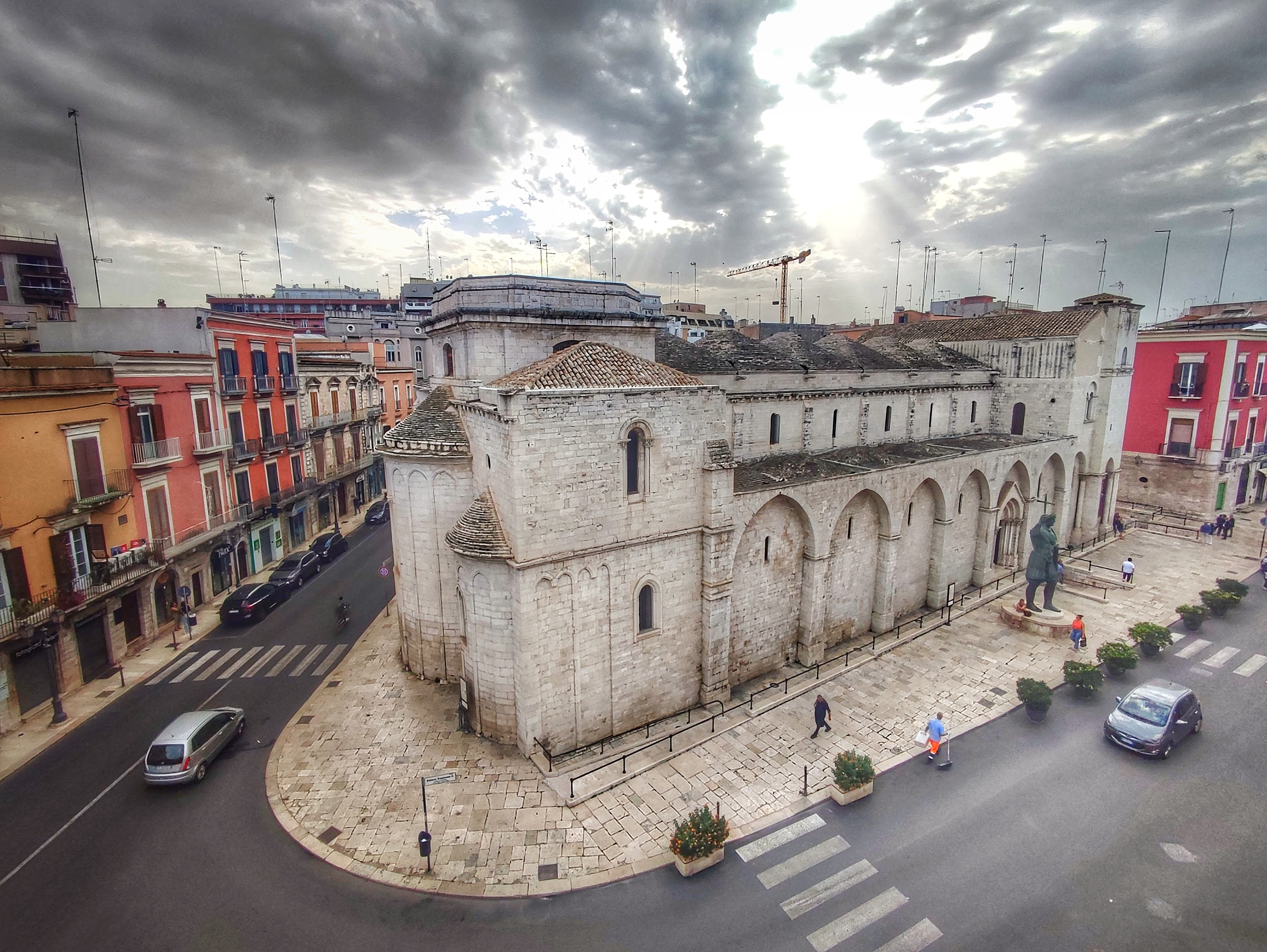
Corso Vittorio Emanuele incrocia corso Garibaldi.

Sono le tre strade più importanti del centro storico, insieme formano un viale lungo circa 1.3 km.
Residenti famosi delle tre vie:
- Giuseppe Bonaparte

Soggiornò all'interno di Palazzo Marulli, posto su corso Garibaldi durante il regno di Napoli.
- Gioacchino Murat

Soggiornò all'interno di Palazzo Marulli, posto su corso Garibaldi durante il regno di Napoli.
- Giuseppe De Nittis

Nacque e visse fino all'adolescenza nel palazzo Castrota, posto su corso vittorio Emanuele 14. 
- Carlo Cafiero

Nacque nell'omonimo palazzo posto su corso vittorio Emanuele nel 1850. Vi trascorse l'infanzia per poi andare a Napoli.
- Leone Ebreo

Durante il suo soggiorno in Italia per sfuggire alla persecuzione portoghese, visse per anno a Barletta, nella attuale via cavour, all'epoca epicentro delle locale giudecca
- Valdemaro Vecchi

Ebbe in concessione vitto e alloggio dal comune di Barletta, nell'ex convento di San Domenico, posto tra via cavour e corso garibaldi.

## Penisola Portuale

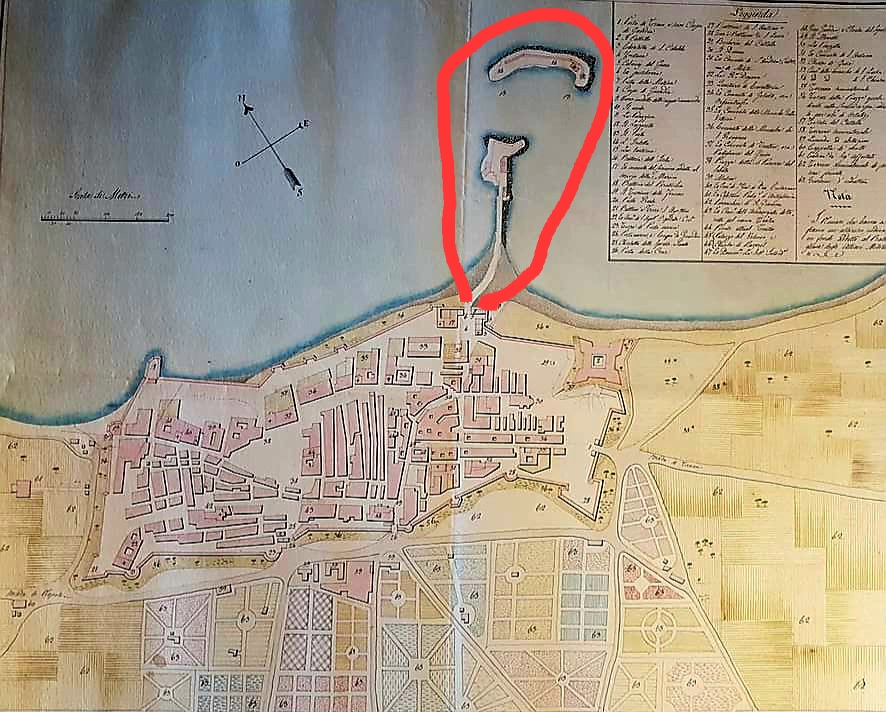
Cerchiata in rosso la penisola portuale - 1870

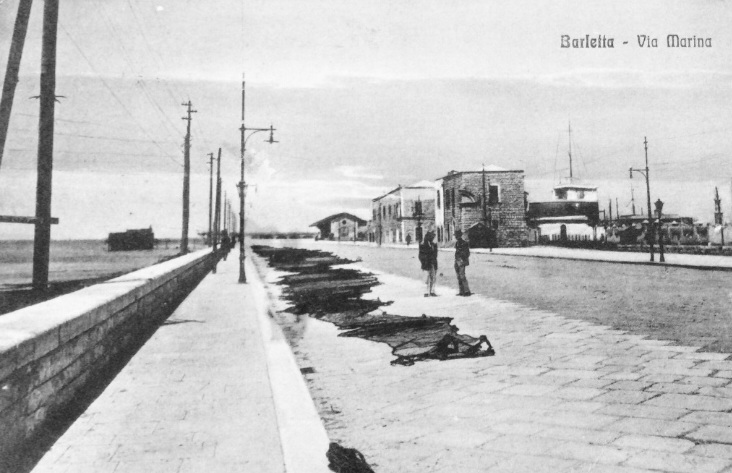
Vista del viale di accesso alla Penisola Portuale - 1910

La penisola poetuale è la parte di centro storico poggiata sul mare e costituisce il molo di ponente del porto di Barletta . 
Si sviluppa per circa 2 km e racchiude al suo interno il palazzo dell'ex capitaneria di porto, i resti dell'antico ponte di collegamento, l'antico stabile della Sanità Marittima e il Faro di Barletta, costruito nei primi anni del 1800.
La sua esistenza è accertata sin dal medioevo e fino alla ristrutturazione di fine settecento era collegata dalla terraferma da due ponti, costituendo una vera e propria "isola".
Con la creazione del nuovo porto, l'isolotto fu inglobato nel nuovo molo, andando  cosí a formare, appunto, una penisola, un lembo proteso a mare. 
In passato l'area era interamente basolata e illuminata con lampioni liberty. 
L'isolotto è riportato anche nel romanzo di Ettore Fieramosca (romanzo).